# Cathédrale luthérienne d'Helsinki
Pour les articles homonymes, voir Cathédrale d'Helsinki.
La cathédrale d'Helsinki (Helsingin tuomiokirkko en finnois et Helsingfors domkyrka en suédois) est une cathédrale de l'Église évangélique-luthérienne de Finlande située au centre d'Helsinki, la capitale finlandaise. 
Avant l'indépendance en 1917, elle était appelée l'église Saint-Nicolas.
Plus de 350 000 personnes visitent la cathédrale chaque année.

## Histoire
Située sur la place centrale de la capitale finlandaise, la place du Sénat, l'église tourne le dos au quartier de Kruununhaka. 
Dans le plan d'urbanisme d'Ehrenström, le rocher du nord de la place du Sénat est réservé à une cathédrale luthérienne.
Dès 1818, Carl Ludwig Engel, qui a travaillé à l'aménagement de l'ensemble de la place, dessine les premiers plans de l'église et les affine pendant une décennie.
La cathédrale est construite entre 1830 et 1852 à l'emplacement de l'ancienne église Ulrique-Éléonore.
La vieille église d'Helsinki est bâtie de 1824 à 1826 pour servir la paroisse pendant la durée de la démolition de l'église Ulrique-Éléonore et la construction de la cathédrale.
Le bâtiment est modifié par Ernst Bernhard Lohrmann, le successeur de Engel.
Il bâtit quatre petits dômes pour rappeler le modèle  cathédrale Saint-Isaac de Saint-Pétersbourg.
Ernst Bernhard Lohrmann érige aussi deux clochers et des statues des Douze Apôtres.

## Architecture

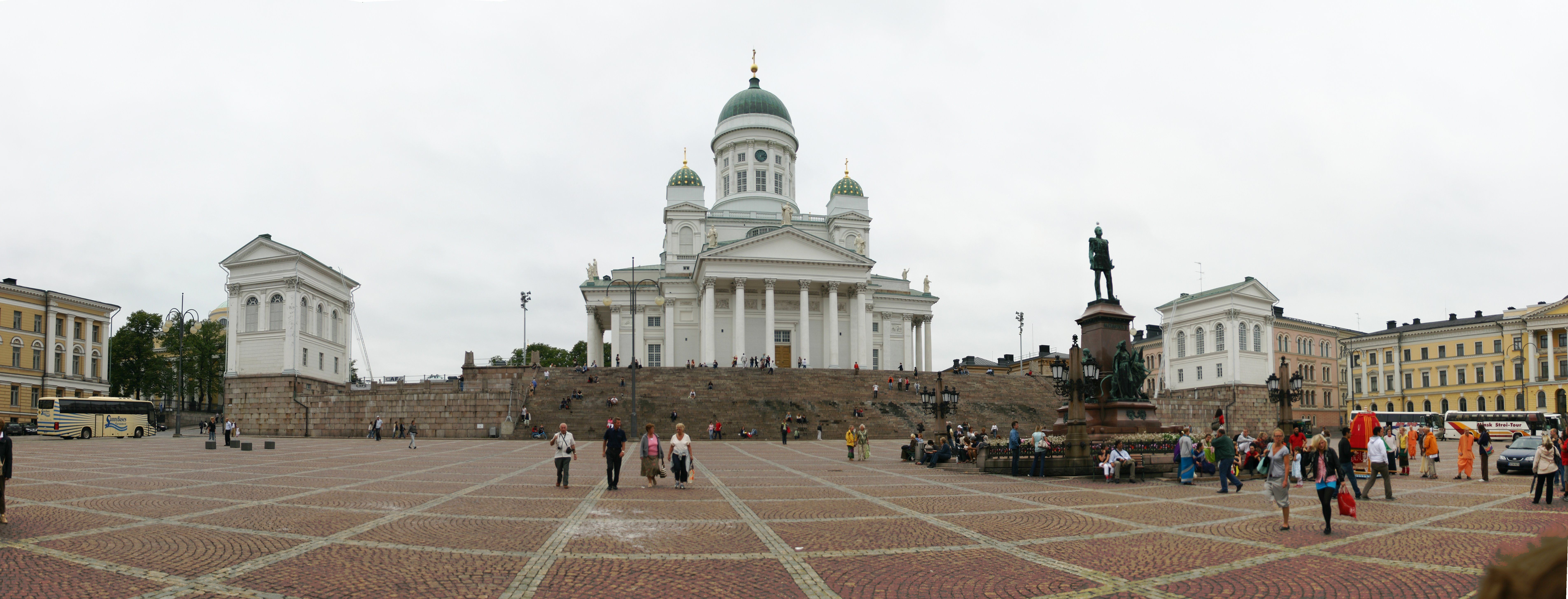
Place et cathédrale

## Décoration intérieure

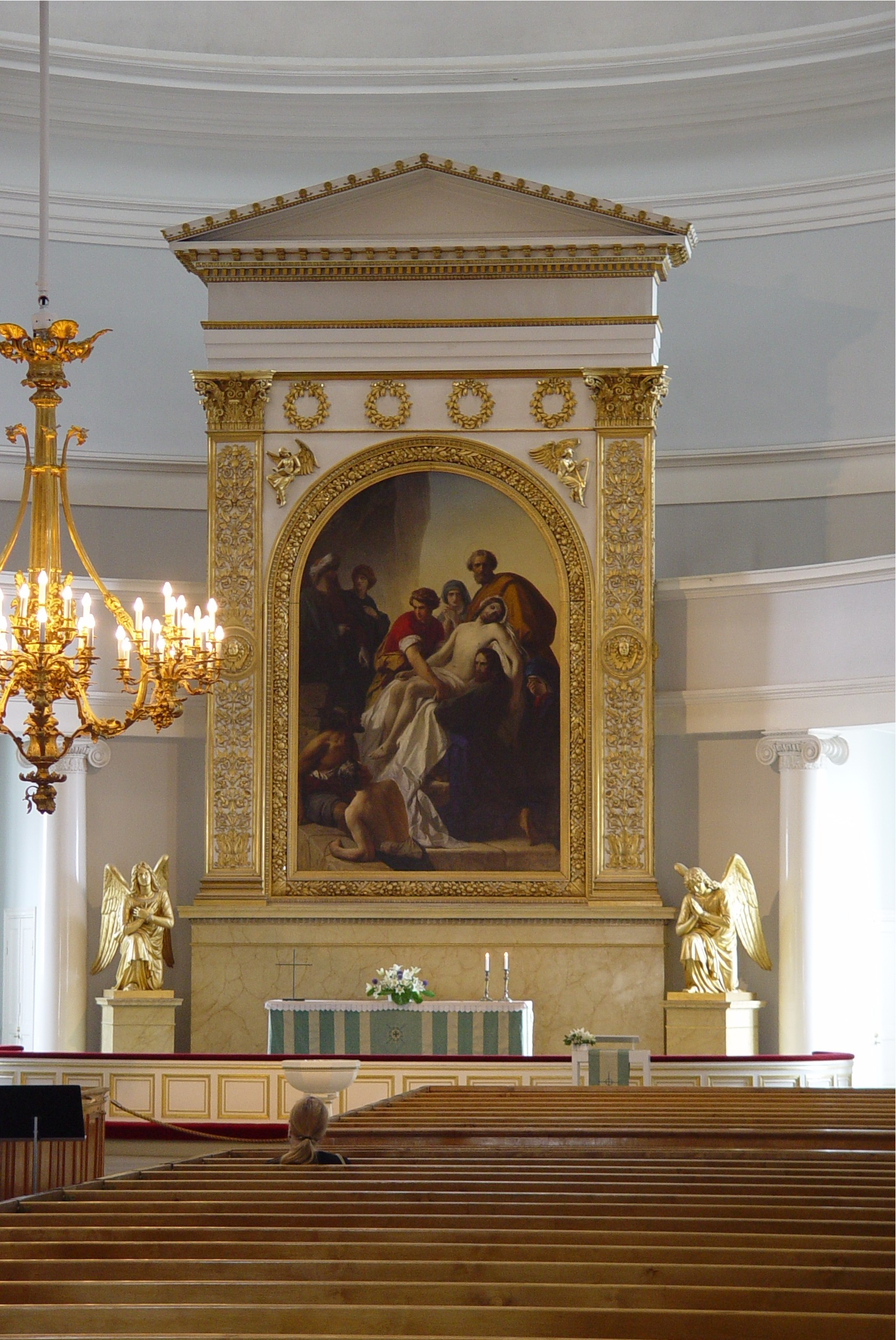
L'autel de la cathédrale

L'intérieur sobre, murs blancs et bancs en bois, met en valeur l'orgue incurvé.
Le retable est peint par Carl Timoleon von Neff et offert à la paroisse par Nicolas Ier.
La crypte de la cathédrale est rénovée dans les années 1980 par Vilhelm Helander et Juha Leiviskä.

## Galerie

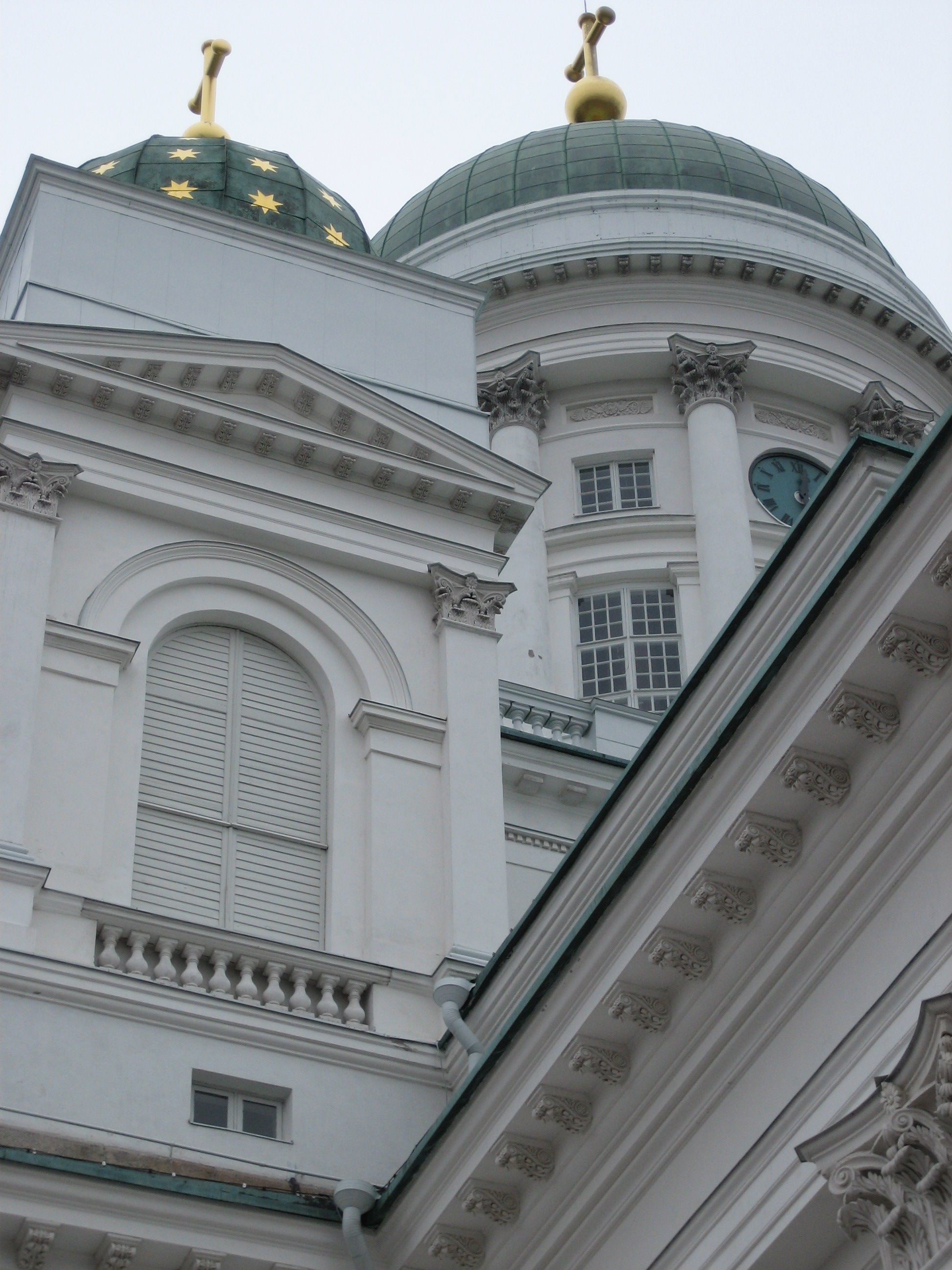
Dômes